# Renata Hiráková
Renata Hiráková (* 27. května 1971 Košice) je československá hráčka basketbalu. Je vysoká 190 cm.

## Sportovní kariéra
V basketbalovém reprezentačním družstvu Československa v letech 1990 až 1992 hrála celkem 66 utkání a má podíl na dosažených sportovních výsledcích. Zúčastnila se Olympijských her 1992 (Barcelona, Španělsko) - 6. místo, kvalifikace na Olympijské hry 1992 (Vigo, Španělsko) - postup na OH 1992, Mistrovství světa 1990 Kuala Lumpur, Malajsie - 4. místo. S družstvem Československa na Mistrovství Evropy kadetek v roce 1987 (Polsko) a na ME v basketbale hráček do 18 let v roce 1988 (Bulharsko) získala stříbrné medaile za druhá místa. Na Mistrovství světa v basketbalu hráček do 19 let 1989 (Španělsko) skončila na 4. místě.
Za reprezentační družstvo Slovensko hrála na Olympijských hrách 2000 (Sydney, Austrálie) - 7. místo, Mistrovství světa 1994 (Sydney, Austrálie) - 5. místo, 1998 (Berlín, Německo) - 8. místo, a na pěti Mistrovství Evropy 1993 (Perugia, Itálie) - 3. místo, 1995 (Brno) - 4. místo, 1997 (Budapešť, Maďarsko) - 2. místo, 2001 (Francie) - 8. místo a 2003 (Řecko) - 7. místo.
V Evropských pohárech klubů hrála Ronchetti Cup ročníky 1992-1995 za Celta Baloncesto Vigo (Španělsko) a 2000/2001 za Soproni Postás (Maďarsko). Hrála Euroligu žen 1995/96 za CJM Bourges Basket (Francie), 1996-2000 za SCP Ružomberok (1999 a 2000 vítěz Euroligy) a 2000-2003 za Delta ICP Košice.
V československé basketbalové lize žen hrála celkem 4 sezóny (1988-1992) za družstvo Jednota Košice, s nímž získala titul vicemistra (1992), třetí místo (1991) a dvě čtvrtá místa (1989, 1990). Dvakrát byla vybrána do nejlepší pětice hráček československé ligy (1990, 1991/92). Je na 51. místě v dlouhodobé tabulce střelkyň československé basketbalové ligy žen za období 1963-1993 s počtem 2199 bodů. Po roce 1992 hrála za CB Vigo, Španělsko (1992-1995), CJM Bourges, Francie (1995/96), SCP Ružomberok (1996-2000), Postás Šopron, Maďarsko (2000-2003) a Delta Management Košice (2003-2005).   .

## Sportovní statistiky

### Kluby
- 1987-1992 Lokomotíva Košice, celkem 4 sezóny: 7. místo (1991), 2x 9. (1988, 1990), 10. (1992), celkem 2199 bodů (51. místo za období 1963-1993), 1990, 1991/92: nejlepší pětka hráček ligy
- 1992-1995 Vigo (Španělsko), 1995/96 Bourges (Francie), 1996-2000 SCP Ružomberok,
- 2000-2003 Postás Šopron (Maďarsko), 2003-2005 Delta ICP Košice

### Evropské poháry
- Euroliga v basketbalu žen - 1995/96 CJM Bourges (Francie), 1996-2000 SCP Ružomberok (- vítěz Euroligy 1999, 2000), 2003-2005 Delta ICP Košice
- FIBA Ronchetti Cup - 1992-1995 Celta Baloncesto Vigo (Španělsko), 2000/01 Postás Šopron (Maďarsko)

### Československo
- Kvalifikace na Olympijské hry 1992 (Vigo, Španělsko) postup na OH (87 bodů /8 zápasů)
- Olympijské hry 1992 Barcelona (18 /5) 6. místo
- Mistrovství světa: 1990 Kuala Lumpur, Malajzie (21 /5) 4. místo
- ME kadetek 1987 Polsko (74 /7) 2. místo, ME v basketbale hráček do 18 let 1988 Bulharsko (58 /7) 2. místo
- MS v basketbalu hráček do 19 let 1989 Španělsko (75 /7) 4. místo

### Slovensko
- Olympijské hry 2000 , Austrálie (60 bodů /7 zápasů) 7. místo
- Mistrovství světa: 1994 Sydney, Austrálie (83 /8) 5. místo, 1998 Berlín, Německo (102 /9) 8. místo
- Mistrovství Evropy: 1993 Perugia, Itálie (48 /5 ) 3. místo, 1995 Brno (59 /4) 4. místo, 1997 Budapešť, Maďarsko (109 /8 ) 2. místo, 2001 Le Mans Francie (80 /8) 8. místo, 2003 Patras, Řecko (32 /8) 7. místo